# Metro v Bruselu
Metro v Bruselu (francouzsky Métro de Bruxelles, nizozemsky Brusselse metro) tvoří důležitou součást městské dopravy belgické metropole Bruselu. Skládá se ze čtyř linek (1, 2, 5 a 6) s některými společným úseky. Linky 1 a 5 mají společné úseky v délce asi 6 km, linky 2 a 6 v délce asi 10,4 km. Síť metra zahrnuje 59 stanic a její celková délka je přibližně 39,9 km, z toho podzemní část tvoří 37,5 km.
Na síť metra v Bruselu navazují dvě trasy podpovrchových tramvají (francouzsky prémétro), které byly konstruovány tak, aby je v budoucnu bylo možné upravit pro provoz klasického metra. Je na nich provozováno deset tramvajových linek (3, 4, 7, 25, 31, 32, 51, 55, 82, 83). Premetro má 15 stanic, z toho je 5 stanic společných s metrem. Celkem tedy systém metra i premetra má dohromady 69 stanic. Premetro má sice menší interval mezi spoji, ale na druhé straně jeho vozy mají nižší obsaditelnost a celkově i menší přepravní kapacitu. Rozdíl je i v nástupištích, kdy do vozů metra se nastupuje v jedné rovině ve výšce 1,5 m nad temenem kolejnice, zatímco do tramvají premetra je nástup jen 0,5 m nad temenem kolejnice.
Provozovatelem bruselského metra je společnost STIB/MIVB. Tato společnost zajišťuje rovněž tramvajovou a autobusovou dopravu ve městě.

## Historický vývoj
Vůbec první návrh na výstavbu metra v Bruselu pochází z roku 1892. Na začátku 20. století vzniklo mnoho dalších projektů, např. roku 1925 přišla francouzská společnost Dyle et Bacalan s návrhem na vybudování tří linek metra. Žádný z těchto plánů však nebyl realizován. První tunel bruselské podzemky byl vybudován roku 1957. Jednalo se o podzemní tramvajovou zastávku Gare du Midi / Zuidstation.
Dne 21. listopadu 2015 byla síť bruselského metra uzavřena v souvislosti s čtvrtým, tj. nejvyšším stupněm protiteroristického poplachu v Belgii. 22. března 2016 došlo k teroristickým útokům na Brusel. Kromě letiště Zaventem byla zasažena i stanice metra Maalbeek. K výbuchu došlo ve vlaku vyjíždějícím ze stanice směrem na stanici Schuman. Exploze si vyžádala dvě desítky obětí. V metru byly nalezeny i další nevybuchlé nálože. Kvůli útokům byl přerušen provoz veškeré hromadné dopravy včetně metra, až večer se podařilo uvést do provozu dvě ze čtyř linek.

Plánek bruselského metra

### Linka 1
17. prosince 1969 byl zahájen provoz podzemní tramvaje v tunelu mezi stanicemi Schuman a De Brouckère.
Podzemní dráha vstoupila do života dnem 20. září 1976, kdy byl na této trase zaveden provoz klasického metra a došlo k dalšímu rozšíření tunelu ke stanicím Beaulieu (linka 1A) a Tomberg (linka 1B). Trasa byla postupně dál rozšiřována – jednotlivé úseky byly otevírány v letech 1977, 1981, 1982, 1985, 1988, 1992, 1998 a 2003. V roce 1981 měla podzemní dráha jednu linku dlouhou 11 km orientovanou ve směru východ-západ, na kterou se napojovaly tři linky premetra orientované severojižně.
Nejnovější částí linky 1 byl úsek mezi stanicemi Bizet a Erasme / Erasmus, otevřený roku 2003.

### Linka 2
První úsek této linky mezi stanicemi Porte de Namur / Naamsepoort a Madou byl dokončen roku 1970. Zpočátku sloužil pouze k tramvajové dopravě a provoz klasického metra na něm byl zaveden roku 1988. V té době již trasa existovala mezi stanicemi Simonis a Gare du Midi / Zuidstation. Roku 1993 byla otevřena stanice Clemenceau a od září 2006 je v provozu stanice Delacroix.

### Přehled dřívějších linek
| linka | jezdila na úseku                                   | délka v km | počet stanic |  |
| ----- | -------------------------------------------------- | ---------- | ------------ |  |
|       |                                                    |            |              |  |
| 1A    | Roi Baudouin / Koning Boudewijn ↔ Herrmann-Debroux | 17,2       | 27           |  |
| 1B    | Erasme / Erasmus ↔ Stockel / Stokkel               | 14,4       | 30           |  |
| 2     | Simonis ↔ Delacroix                                | 8,0        | 15           |  |
|       |                                                    |            |              |  |

## Linky a stanice

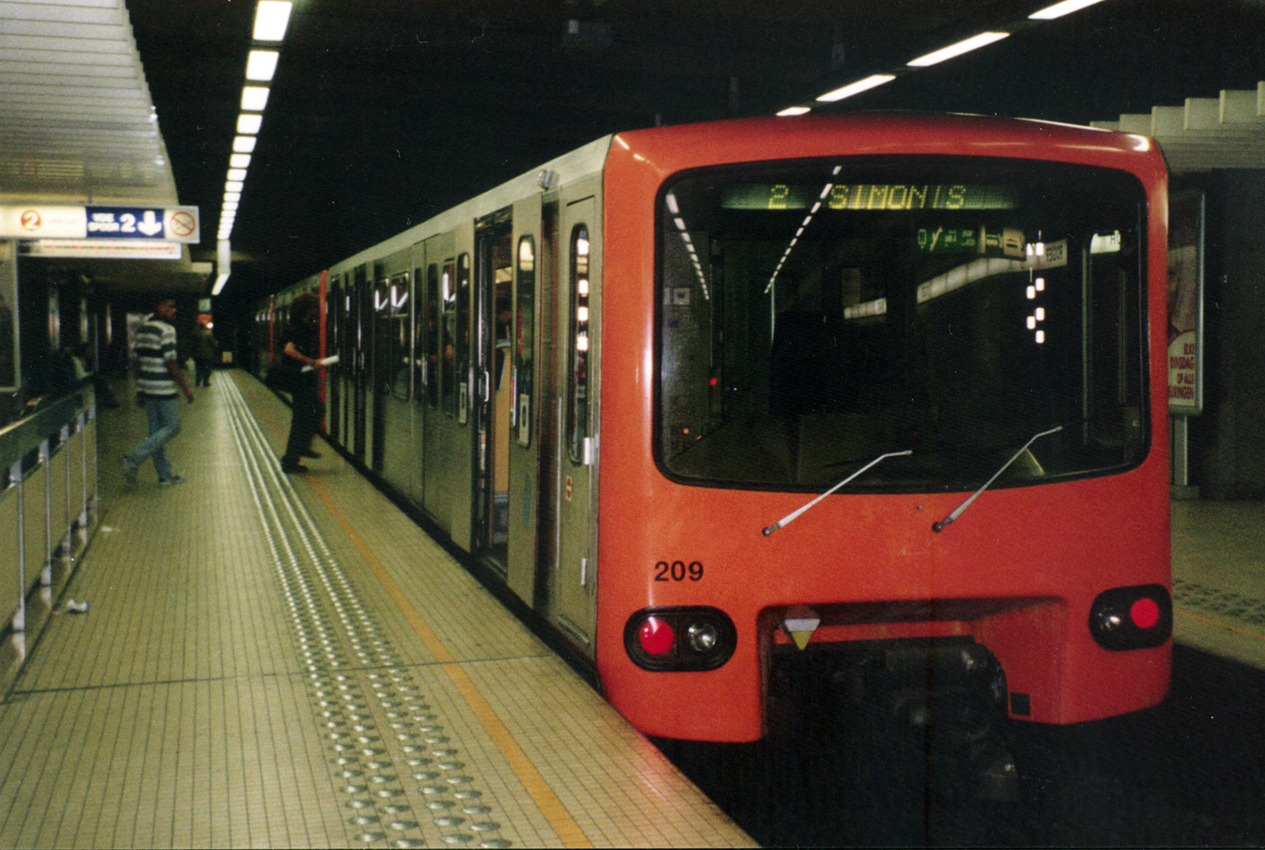
Vlak bruselského metra ve stanici Rogier

Od roku 2008 jsou v provozu čtyři linky metra s 59 stanicemi (bez premetra). Většina stanic je podzemních, ale na linkách 5 a 6 jsou některé stanice nadzemní. 4. dubna 2009 spojení ve stanici Gare de l'Ouest/Weststation umožnilo, aby se linka 2 stala okružní. V důsledku toho byl systém metra podstatným způsobem reorganizován. S tím byly spojeny i změny v autobusové a tramvajové síti města.
Od 4. dubna 2009 jsou v provozu následující 4 linky:
- Linka 1 ze stanice Gare de l'Ouest/Weststation na západě do stanice Stockel/Stokkel na východním konci (dřívější část linky 1B) v délce 12,5 km;
- Linka 2 je okružní, začíná a končí ve stanici Simonis (prodloužení dřívější linky 2 ze stanice Delacroix do stanice Simonis) v délce 10,4 km;
- Linka 5 ze stanice Erasme/Erasmus na jihozápadě přes centrum do stanice Herrmann-Debroux na jihovýchodě (kombinuje části dřívějších linek 1A a 1B) v délce 17,3 km;
- Linka 6 ze stanice Roi Baudouin/Koning Boudewijn na severozápadě do stanice Simonis (včetně okruhu nově prodloužené linky 2, kombinuje dřívější linku 2, nové propojení a větev dřívější linky 1A) v délce 15,5 km.

| Linka 1                                             | Linka 2                                      | Linka 5                               | Linka 6                                                 |
| --------------------------------------------------- | -------------------------------------------- | ------------------------------------- | ------------------------------------------------------- |
| - Gare de l'Ouest / Weststation - Stockel / Stokkel | - Simonis (Leopold II) - Simonis (Elisabeth) | - Erasme / Erasmus - Herrmann-Debroux | - Roi Baudouin / Koning Boudewijn - Simonis (Elisabeth) |

### Premetro
Linka 3 a linka 4 jsou tramvajové linky, které používají tunel přes centrum města ze stanice Bruxelles-Nord/Brussel-Noord na severu do stanic Bruxelles-Midi/Brussel-Zuid a Albert na jihu. Trasa linky 3 vede ze stanice Churchill na jihu do stanice Esplanade na severu. Linka 4 vede z vlakového nádraží Bruxelles-Nord/Brussel-Noord do stanice Stalle na jihu. Linka 7 je hlavní trasou velkého okruhu, od 14. března 2011 nahradila dřívější tramvajové linky 23 a 24. Obsluhuje stanici metra Heysel/Heizel, vede pod parkem Laeken a přes velký okruh do konečné stanice linky 3 a končí na další stanici Vanderkindere. Tato linka slouží k propojení tramvajových linek 3, 4 a 92.

## Fotografie

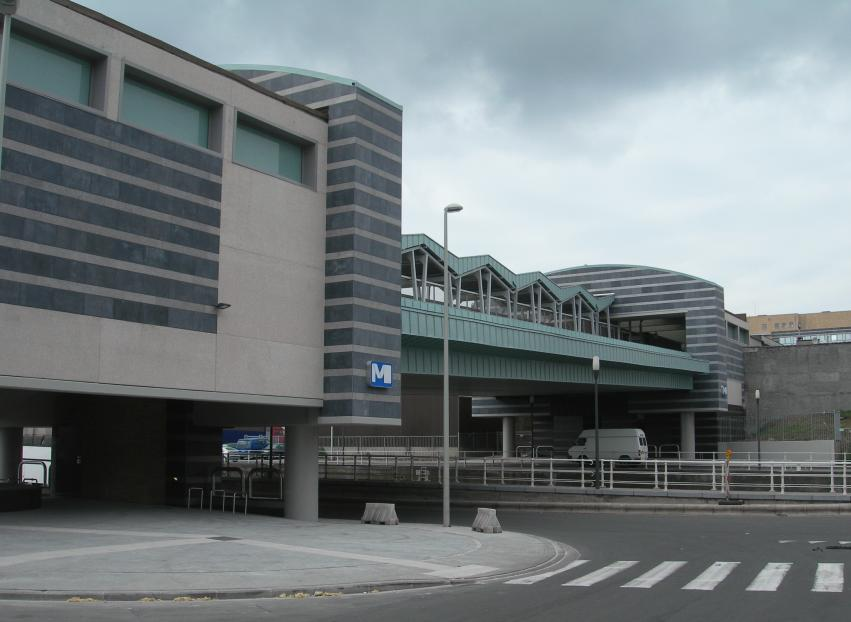
Stanice Delacroix
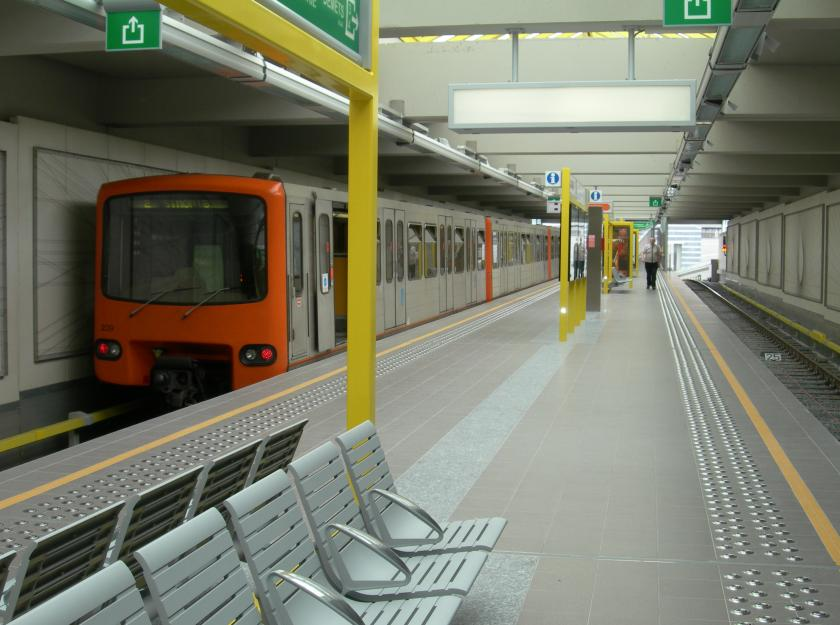
Stanice Delacroix
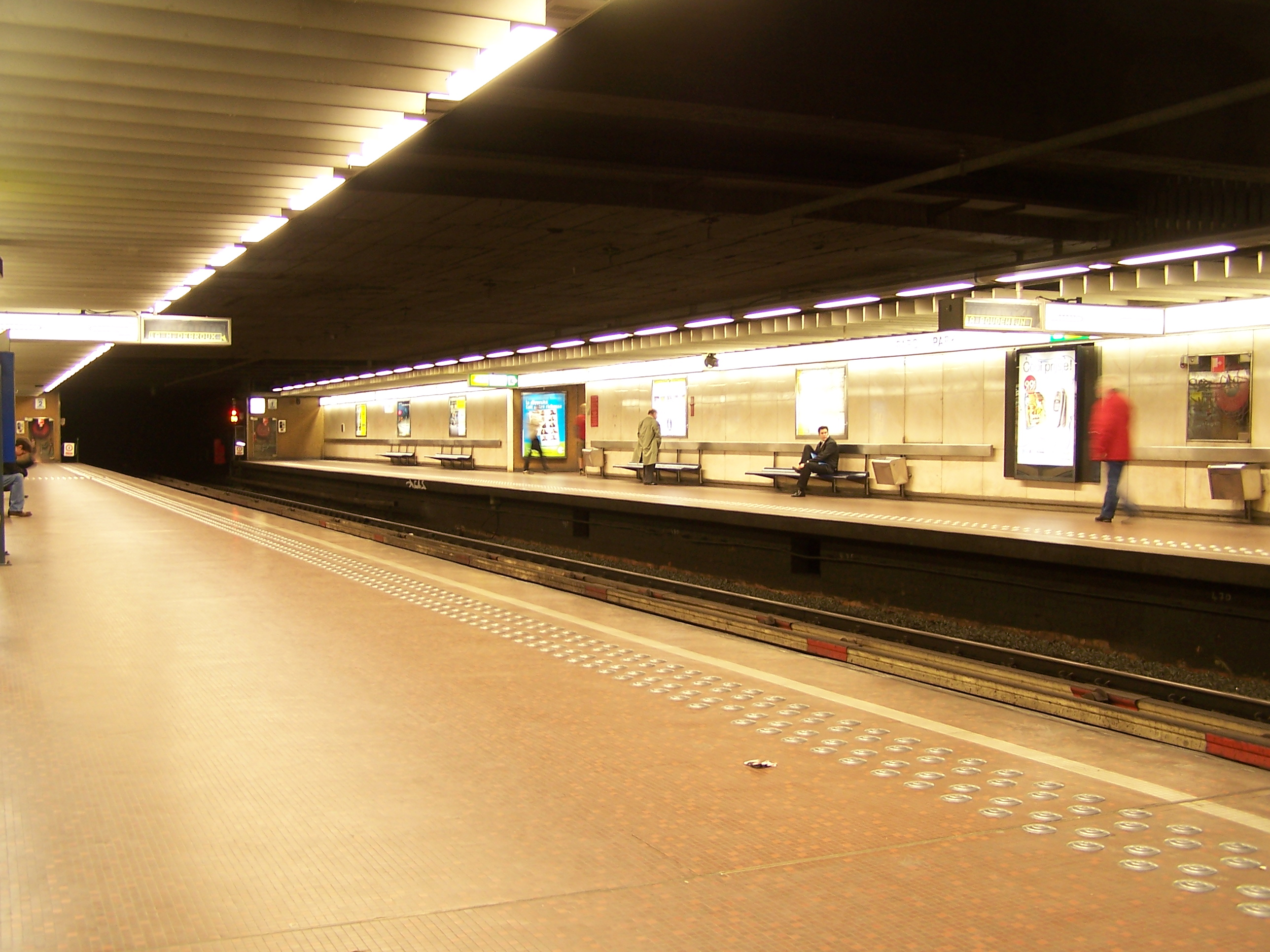
Stanice Parc / Park
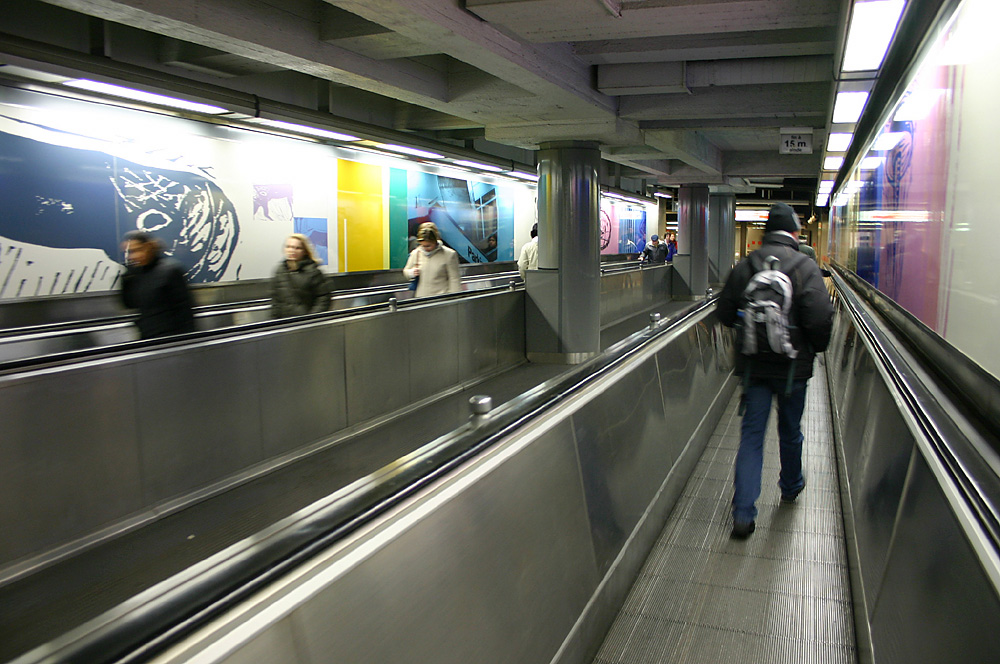
Pohyblivý pás ve stanici De Brouckère
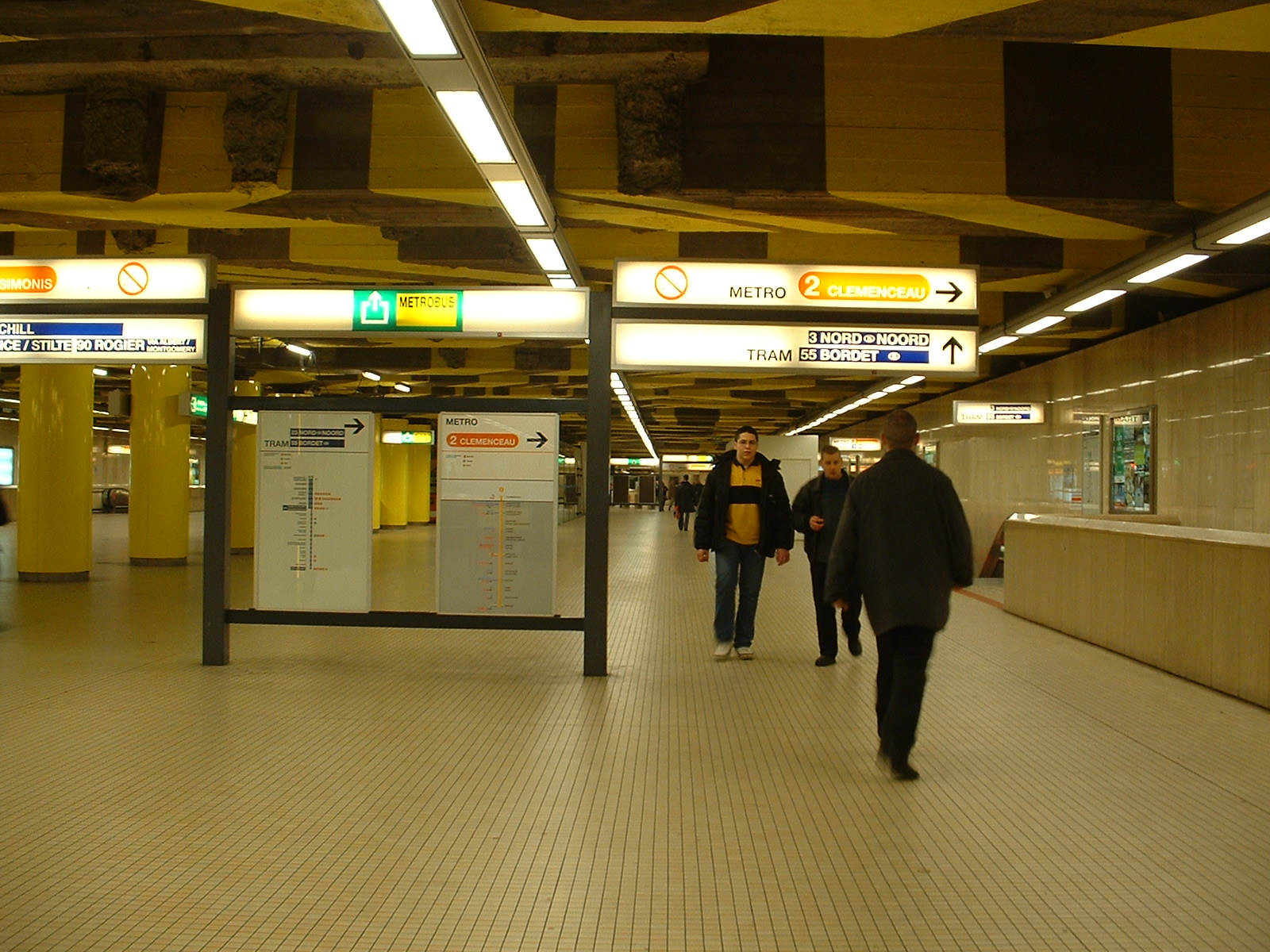
Stanice Gare du Midi / Zuidstation
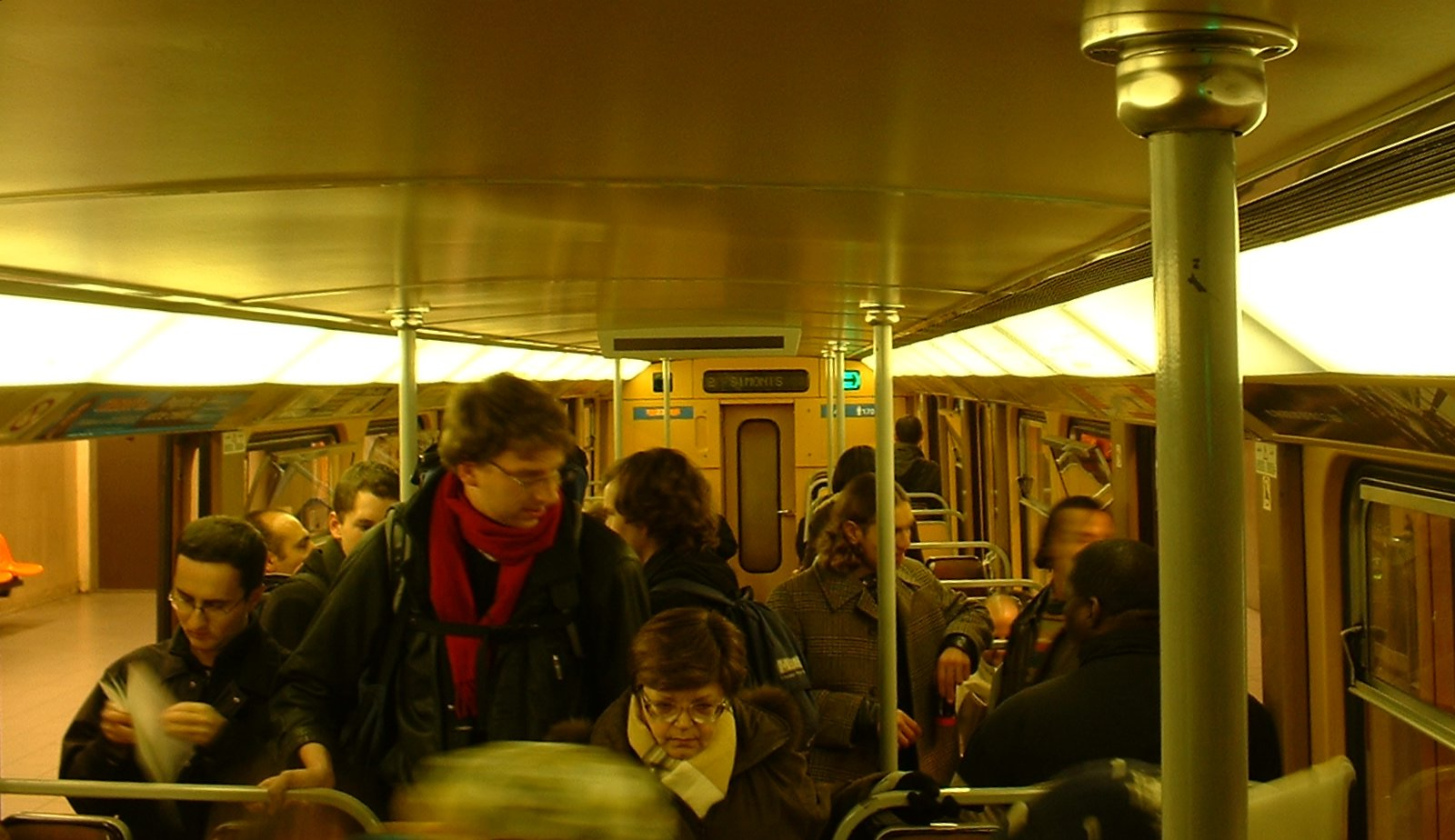
Interiér vozu metra